# Gare de Telagh
La gare de Telagh est une gare ferroviaire algérienne située sur le territoire de la commune de Telagh, dans la wilaya de Sidi Bel Abbès.

## Situation ferroviaire
Établie à une altitude de 915 m, la gare est située au point kilométrique (PK) 22 de la ligne de Moulay Slissen à Saïda, où elle est précédée de la gare de Moulay Slissen et suivie de celle de Youb.
| \| Sidi Bel Abbès Moulay Slissen Telagh \| Localisation de la gare de Telagh dans la wilaya de Sidi Bel Abbès. |
| Sidi Bel Abbès Moulay Slissen Telagh                                                                           |

## Histoire
La gare est mise en service le 1er mai 2017 lors de l'inauguration de la ligne de Moulay Slissen à Saïda.

## Service des voyageurs

### Desserte
La gare est desservie par les trains régionaux des liaisons :
- Oran - Saïda[1],[2] ;
- Sidi Bel Abbès - Frenda[3].